# Lindsey Haun
Lindsey Haun (ur. 21 listopada 1984 w Los Angeles) – amerykańska aktorka i wokalistka muzyki alternatywnego rocka. 
Karierę rozpoczęła już w wieku 3 lat, wtedy zaczęła występować w reklamach. Na duży ekran przeniosła się w 1993 roku jako Lauren Mahone w filmie Siła nadziei i okazało się, że ta rola była przepustką do jej dalszej kariery aktorskiej. Obecnie jest wokalistką założonego przez siebie zespołu Haun Solo Project. Jej ojciec Jimmy Haun jest gitarzystą zespołu Air Supply.

## Filmografia
aktorka
- Siła nadziei (Desperate Rescue: The Cathy Mahone Story) (1993) jako Lauren Mahone
- Diagnoza morderstwo (Diagnosis Murder) (1993–2001) jako Mała dziewczynka
- Ucieczka w ciemność (Children of the Dark) (1994) jako Jamie Harrison
- Jack Reed: A Search for Justice(inne języki) (1994) jako Laura
- Głęboka czerwień (Deep Red) (1994) jako Gracie Rickman
- Wioska przeklętych (Village of the Damned) (1995) jako Mara Chaffee
- Get to the Heart: The Barbara Mandrell Story(inne języki) (1997) jako Nastoletnia Barbara
- Rodzina Addamsów: Zjazd rodzinny (Addams Family Reunion) (1998) jako Jenny Adams
- Movie Surfers (1998) jako ona sama
- Kolor przyjaźni (The Color of Friendship) (2000) jako Mahree Bok
- Baptists at Our Barbecue(inne języki) (2004) jako Sharon
- Droga do kariery (Brave New Girl) (2004) jako Holly Lovell
- Spalone mosty (Broken Bridges) (2006) jako Dixie Leigh Delton
- Grzybki (Shrooms) (2007) jako Tara
- Rome & Jewel(inne języki) (2008) jako Jewel
- The Life Zone(inne języki) (2011) jako Staci Horowitz
- The Truth About Angels(inne języki) (2011) jako Kate
- House of Last Things (2013) jako Kelly

aktorka gościnnie
- Anything But Love(inne języki) (1989)-(1992)
- Melrose Place (1992–1999) jako Młoda Alison
- Star Trek: Voyager (1995–2001) jako Beatrice Burleigh
- Trzecia planeta od Słońca (3rd Rock from the Sun) (1996–2001) jako Lisa
- The Tom Show(inne języki) (1997) jako Amber
- Zwariowany świat Malcolma (Malcolm in the Middle) (2000–2006) jako Kristen
- Wbrew regułom (Philly) (2001–2002) jako Kelly Sarno
- Pępek świata (Center of the Universe) (2004–2005) jako Megan
- Alias (2005) jako Miranda
- Siódme niebo (2006) jako Maggie Hamilton
- Bez śladu (2007) jako Zoe Fuller
- Zabójcze umysły (2008) jako Jordan Norris
- Dowody zbrodni (2008) jako Julie Reed
- Czysta krew (2009-2012) jako Hadley Hale